# Campionati mondiali di judo 2013
I Campionati mondiali di judo 2013 si sono svolti al Ginásio do Maracanãzinho di Rio de Janeiro, in Brasile, dal 26 agosto al 1º settembre 2013. La nazione regina della manifestazione è stata il Giappone che ha collezionato 9 medaglie, 4 d'oro, 1 d'argento e 4 di bronzo.

## Calendario
| Data         | Orario (UTC-3) | categoria        |
| ------------ | -------------- | ---------------- |
| 26 agosto    | 10:00          | Uomini –60 kg    |
| 26 agosto    | 10:00          | Donne –48 kg     |
| 27 agosto    | 10:00          | Uomini –66 kg    |
| 27 agosto    | 10:00          | Donne –52 kg     |
| 28 agosto    | 10:00          | Uomini –73 kg    |
| 28 agosto    | 10:00          | Donne –57 kg     |
| 29 agosto    | 10:00          | Uomini –81 kg    |
| 29 agosto    | 10:00          | Donne –63 kg     |
| 30 agosto    | 9:00           | Uomini –90 kg    |
| 30 agosto    | 9:00           | Donne –70 kg     |
| 30 agosto    | 9:00           | Donne –78 kg     |
| 31 agosto    | 9:00           | Uomini –100 kg   |
| 31 agosto    | 9:00           | Uomini +100 kg   |
| 31 agosto    | 9:00           | Donne +78 kg     |
| 1º settembre | 9:00           | Uomini a squadre |
| 1º settembre | 9:00           | Donne a squadre  |

## Risultati

### Uomini
| Evento        | Oro             | Argento                   | Bronzo                            |
| fino a 60 kg  | Naohisa Takato  | Dashdavaagiin Amartüvshin | Kim Won-Jin Orxan Səfərov         |
| fino a 66 kg  | Masashi Ebinuma | Azamat Mukanov            | Masaaki Fukuoka Heorhij Zantaraja |
| fino a 73 kg  | Shōhei Ōno      | Ugo Legrand               | Dirk Van Tichelt Dex Elmont       |
| fino a 81 kg  | Loïc Pietri     | Avtandil Tchrikishvili    | Ivan Vorob'ëv Alain Schmitt       |
| fino a 90 kg  | Asley González  | Varlam Lip'art'eliani     | Īlias Īliadīs Kirill Denisov      |
| fino a 100 kg | Elxan Məmmədov  | Henk Grol                 | Lukáš Krpálek Dimitri Peters      |
| oltre 100 kg  | Teddy Riner     | Rafael Silva              | Faicel Jaballah Andreas Tölzer    |
| Squadra       | Georgia         | Russia                    | Giappone Germania                 |

### Donne
| Evento       | Oro                    | Argento               | Bronzo                           |
| fino a 48 kg | Mönkhbatyn Urantsetseg | Haruna Masami         | Charline Van Snick Sarah Menezes |
| fino a 52 kg | Majlinda Kelmendi      | Érika Miranda         | Mareen Kräh Yuki Hashimoto       |
| fino a 57 kg | Rafaela Silva          | Marti Malloy          | Vlora Bedeti Miryam Roper        |
| fino a 63 kg | Yarden Gerbi           | Clarisse Agbegnenou   | Gévrise Émane Anicka van Emden   |
| fino a 70 kg | Yuri Alvear            | Laura Vargas Koch     | Kim Polling Kim Seong-Yeon       |
| fino a 78 kg | Sol Kyong              | Marhinde Verkerk      | Mayra Aguiar Audrey Tcheuméo     |
| oltre 78 kg  | Idalys Ortiz           | Maria Suelen Altheman | Megumi Tachimoto Lee Jung-Eun    |
| Squadra      | Giappone               | Brasile               | Cuba Francia                     |

## Medagliere
| Pos.   | Paese          | Oro | Argento | Bronzo | Totale |
| ------ | -------------- | --- | ------- | ------ | ------ |
| 1      | Giappone       | 4   | 1       | 4      | 9      |
| 2      | Francia        | 2   | 2       | 4      | 8      |
| 3      | Cuba           | 2   | 0       | 1      | 3      |
| 4      | Brasile        | 1   | 4       | 2      | 7      |
| 5      | Georgia        | 1   | 2       | 0      | 3      |
| 6      | Mongolia       | 1   | 1       | 0      | 2      |
| 7      | Azerbaigian    | 1   | 0       | 1      | 2      |
| 8      | Colombia       | 1   | 0       | 0      | 1      |
| 8      | Corea del Nord | 1   | 0       | 0      | 1      |
| 8      | Israele        | 1   | 0       | 0      | 1      |
| 8      | Kosovo         | 1   | 0       | 0      | 1      |
| 12     | Paesi Bassi    | 0   | 2       | 3      | 5      |
| 13     | Germania       | 0   | 1       | 5      | 6      |
| 14     | Russia         | 0   | 1       | 2      | 3      |
| 15     | Kazakistan     | 0   | 1       | 0      | 1      |
| 15     | Stati Uniti    | 0   | 1       | 0      | 1      |
| 17     | Corea del Sud  | 0   | 0       | 3      | 3      |
| 18     | Belgio         | 0   | 0       | 2      | 2      |
| 19     | Grecia         | 0   | 0       | 1      | 1      |
| 19     | Rep. Ceca      | 0   | 0       | 1      | 1      |
| 19     | Slovenia       | 0   | 0       | 1      | 1      |
| 19     | Tunisia        | 0   | 0       | 1      | 1      |
| 19     | Ucraina        | 0   | 0       | 1      | 1      |
| Totale | Totale         | 16  | 16      | 32     | 64     |